# 陈家振 (1924年)
陈家振（1924年—2010年3月18日），男，福建福州人，中华人民共和国政治人物，福建省政协原副主席，中国国民党革命委员会中央委员会原常务委员，第七、八届全国政协委员。